# Portugués europeo

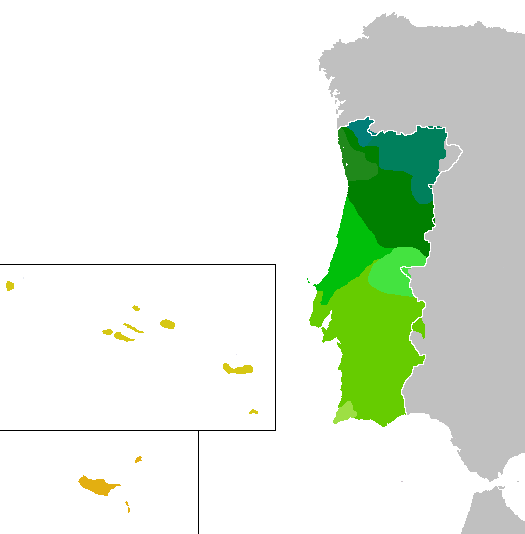
Lugares donde se habla el portugués europeo.

Portugués europeo (también denominado portugués de Portugal, portugués lusitano, o portugués continental) es la designación que se da al conjunto de dialectos de la lengua portuguesa hablados en el Portugal continental y en las regiones insulares de Portugal (Madeira y Azores). 
También se llama «norma del portugués europeo» a la norma estándar del portugués que es usada en los países lusófonos, con excepción de Brasil. Esta norma tiene como base principal —aunque no única— los dialectos centromeridionales del centro litoral de Portugal, hablados en Lisboa y en la Universidad de Coímbra.
El portugués brasileño posee algunas diferencias ortográficas, aunque las diferencias más significantes se dan en el vocabulario y la pronunciación. Es perfectamente comprensible una conversación entre hablantes de ambas variantes, tal como sucede entre hablantes del inglés estadounidense y del británico, entre un hispanohablante de España y otro de Hispanoamérica, o entre un francoparlante de Francia y otro de Canadá.